# Josef Trhlík
Josef Trhlík (30. ledna 1903 Zahrádka (okres Plzeň-jih) – 1993) byl český a československý politik Komunistické strany Československa a poúnorový poslanec Národního shromáždění ČSR.

## Biografie
Po volbách roku 1954 byl zvolen za KSČ do Národního shromáždění ve volebním obvodu Plzeň. Mandát nabyl až dodatečně v červenci 1958 jako náhradník poté, co rezignoval poslanec Ladislav Soukup. V parlamentu setrval do konce funkčního období, tedy do voleb roku 1960.
K roku 1958 se uvádí jako truhlář a skladník v Jednotném zemědělském družstvu v obci Zahrádka. V této vesnici působil počátkem 50. let 20. století jako předseda MNV a podílel se na zakládání JZD. V roce 1958 získal vyznamenání Za vynikající práci. K roku 1960 se uvádí jako člen Krajského výboru KSČ.